# Cantón de Haroué
El cantón de Haroué era una división administrativa francesa, que estaba situada en el departamento de Meurthe y Mosela y la región de Lorena.

## Composición
El cantón estaba formado por treinta comunas:
- Affracourt
- Bainville-aux-Miroirs
- Benney
- Bouzanville
- Bralleville
- Ceintrey
- Crantenoy
- Crévéchamps
- Diarville
- Gerbécourt-et-Haplemont
- Germonville
- Gripport
- Haroué
- Housséville
- Jevoncourt
- Laneuveville-devant-Bayon
- Lebeuville
- Lemainville
- Leménil-Mitry
- Mangonville
- Neuviller-sur-Moselle
- Ormes-et-Ville
- Roville-devant-Bayon
- Saint-Firmin
- Saint-Remimont
- Tantonville
- Vaudeville
- Vaudigny
- Voinémont
- Xirocourt

## Supresión del cantón de Haroué
En aplicación del Decreto n.º 2014-261 de 26 de febrero de 2014, el cantón de Haroué fue suprimido el 22 de marzo de 2015 y sus 30 comunas pasaron a formar parte del nuevo cantón de Meine au Saintois.